# Wachet! betet! betet! wachet!, BWV 70

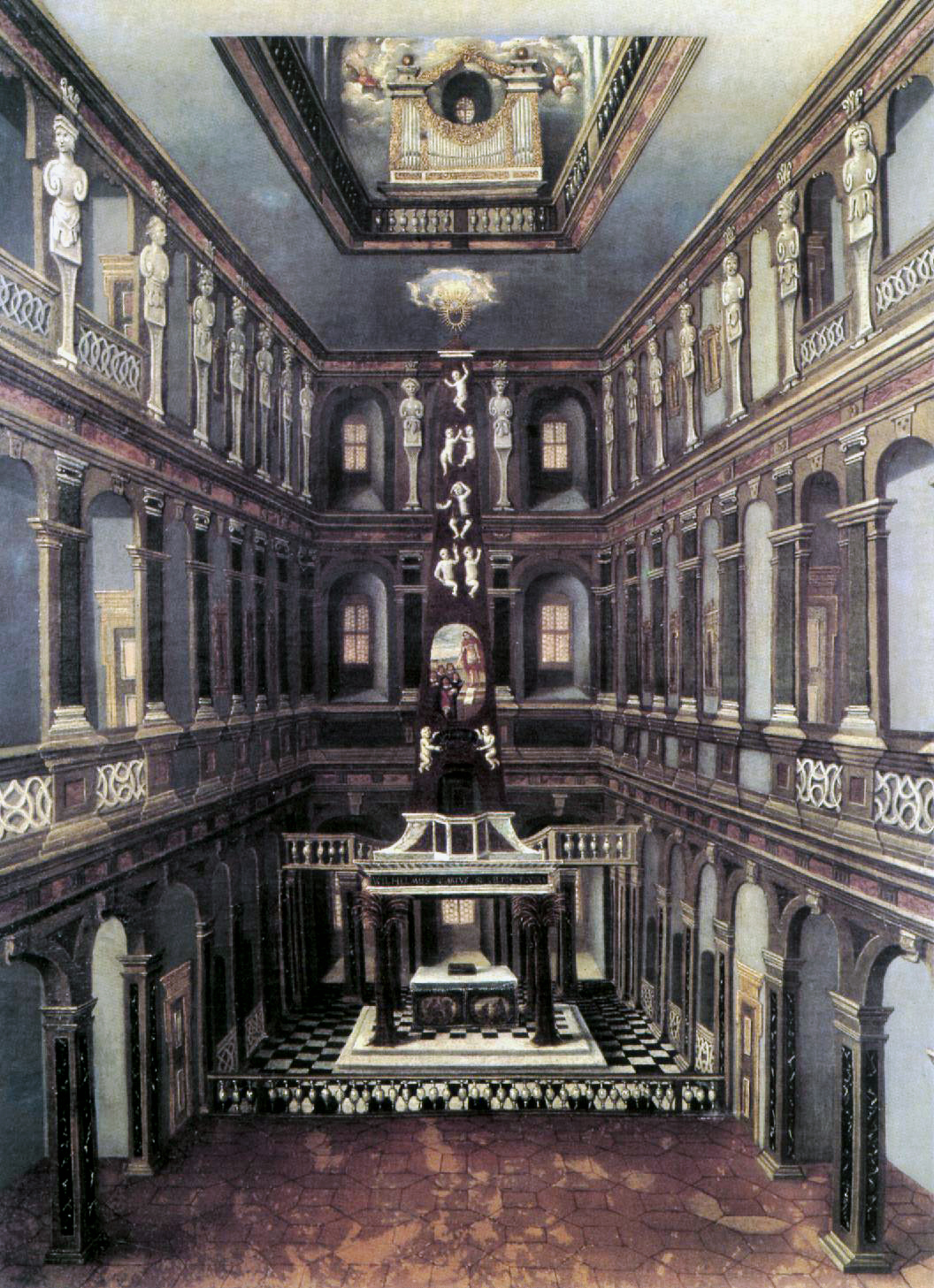
Schlosskirche, Weimar.

Wachet! betet! betet! wachet!, BWV 70a y BWV 70 (¡Velad, orad, orad, velad!) son dos cantatas de iglesia escritas por Johann Sebastian Bach.
- La BWV 70a fue escrita en Weimar para el segundo domingo de Adviento y estrenada el 6 de diciembre de 1716.[1][2][3][4][5][6]
- La BWV 70 fue escrita en Leipzig para el vigésimo sexto domingo después de la Trinidad y estrenada el 21 de noviembre de 1723.[7][8][9]

## Historia

### BWV 70a
Desde 1708 Bach trabajó para la corte en Weimar. El 2 de marzo de 1714 Bach fue nombrado Konzertmeister de la capilla cortesana de Weimar de los duques co-reinantes Guillermo Ernesto y Ernesto Augusto de Sajonia-Weimar. En este puesto asumió la responsabilidad principal de componer nuevas obras, concretamente cantatas para la Schlosskirche (iglesia del palacio), con una periodicidad mensual. Bach compuso la primera versión de esta obra BWV 70a durante su último año en Weimar para el segundo domingo de Adviento de 1716. La cantata fue interpretada por primera vez el 6 de diciembre de 1716.

### BWV 70
Bach amplió la BWV 70a para elaborar la cantata BWV 70 en dos partes en Leipzig para el vigésimo sexto domingo después de la festividad de la Trinidad en 1723. En Leipzig durante el Adviento se observaba el  tempus clausum, de tal manera que el primer domingo de Adviento era el único en el que se interpretaba una cantata y en los tres domingos siguientes no se interpretaba música de cantata alguna. Con la finalidad de utilizar la música de nuevo, Bach tuvo que dedicarla a un evento litúrgico diferente y eligió el vigésimo domingo después de la Trinidad con un tema similar. La cantata fue interpretada por primera vez el 21 de noviembre de 1723. Una nueva interpretación tuvo lugar el 18 de noviembre de 1731.

## Análisis

### Texto
BWV 70a
Las lecturas establecidas para ese día eran de la epístola a los romanos, la llamada de los gentiles (Romanos 15:4-13), y del evangelio según San Lucas la segunda venida de Cristo, también llamada segundo Adviento (Lucas 21:25-36).
El texto de la cantata fue obra del poeta cortesano Salomon Franck, publicada en Evangelische Sonn- und Fest-Tages-Andachten en 1717. Bach escribió cinco movimiento, un coro y cuatro arias y concluyó con el quinto verso del coral "Meinen Jesum laß ich nicht" de Christian Keymann.
BWV 70
Las lecturas establecidas para ese día eran de la segunda epístola de Pedro, "esperamos, según sus promesas, cielos nuevos y tierra nueva" (2 Pedro 3:3-13), y del evangelio según San Mateo, la segunda venida de Cristo, también llamada segundo Adviento (Mateo 25:31-46).
El poeta desconocido mantuvo los movimientos existente y añadió recitativos y un coral para finalizar la primera parte de la nueva cantata, el verso final de "Freu dich sehr, o meine Seele" de Christoph Demantius.

### Instrumentación
La orquestación de la cantata de Weimar se ha perdido. La cantata de Leipzig está escrita para cuatro voces solistas (soprano, alto, tenor y bajo), un coro a cuatro voces; trompeta, oboe, fagot, dos violines, dos violas y bajo continuo.

### Estructura
Consta de once movimientos, que se organizan en dos partes. Los números de los movimientos para la cantata BWV 70a aparecen entre paréntesis.
Parte 1
1. Coro: Wachet! betet! betet! wachet! (1.)
2. Recitativo (bajo): Erschrecket, ihr verstockten Sünder
3. Aria (alto): 'Wenn kömmt der Tag, an dem wir ziehen (2.)
4. Recitativo (tenor): Auch bei dem himmlischen Verlangen
5. Aria (soprano): Laßt der Spötter Zungen schmähen (3.)
6. Recitativo (tenor): Jedoch bei dem unartigen Geschlechte
7. Coral: Freu dich sehr, o meine Seele

Parte 2
1. Aria (tenor): Hebt euer Haupt empor (4.)
2. Recitativo (tenor & coral): Ach, soll nicht dieser große Tag
3. Aria (bajo): Seligster Erquickungstag (5.)
4. Coral: Nicht nach Welt, nach Himmel nicht (6.)

Bach dio al coro inicial una forma da capo y utilizó una técnica para integrar las partes vocales en el concierto de la orquesta. Una trompeta característica llama a despertar, para iniciar el movimiento figurativo en los demás instrumentos y voces. El coro contrasta las breves llamadas "Wachet!" y largos acordes "betet!". Todos los instrumentos acompañan el recitativo, ilustrando el temor de los pecadores, la calma de los elegidos, la destrucción del mundo y el miedo de los que son llamados para ser juzgados. La primera parte concluye con el verso final de "Freu dich sehr, o meine Seele" en un arreglo a cuatro voces.
El recitativo del movimiento 9 se inicia con un furioso que representa unerhörten letzten Schlag (el inaudito último golpe), mientras la trompeta cita el himno "Es ist gewisslich an der Zeit" (De hecho, el tiempo ha llegado). Este coral ha sido utilizado como una especie de Dies irae durante la guerra de los treinta años. El recitativo termina con un largo melisma sobre las palabras "Wohlan, so ende ich mit Freuden meinen Lauf" (Por lo tanto, terminaré con alegría mi carrera). 
La siguiente aria para bajo empieza inmediatamente, sin el habitual ritornello, molt adagio. Después de este íntimo reflejo del pensamiento "Jesus führet mich zur Stille, an den Ort, da Lust die Fülle" (Jesús me conducirá a la tranquilidad, al lugar de la alegría y la plenitud) el coral de cierre es ricamente arreglado para siete voces, partes indepentientes para las tres cuerdas más agudas que conforman un "halo" para las voces.

## Discografía selecta
De esta pieza se han realizado una serie de grabaciones entre las que destacan las siguientes.
- 1952 – J.S. Bach: Cantatas BWV 68 & 70. Kurt Thomas, Kantorei der Dreikönigskirche Frankfurt, Collegium Musicum, Ingeborg Reichelt, Sibylla Plate, Helmut Kretschmar, Erich Wenk (L'Oiseau-lyre)
- 1957 – Cantata BWV 70. Karl Richter, Münchener Bach-Chor, Chamber orchestra of the Bayerisches Staatsorchester, Lotte Schädle, Hertha Töpper, Helmut Kretschmar, Kieth Engen (Andromeda)
- 1970 – Les Grandes Cantates de J.S. Bach Vol. 23. Fritz Werner, Heinrich-Schütz-Chor Heilbronn, Württembergisches Kammerorchester Heilbronn, Hedy Graf, Barbara Scherler, Kurt Huber, Jakob Stämpfli (Erato)
- 1970 – Die Bach Kantate Vol. 15. Helmuth Rilling, Gächinger Kantorei, Bach-Collegium Stuttgart, Arleen Augér, Verena Gohl, Lutz-Michael Harder, Siegmund Nimsgern (Hänssler)
- 1977 – J.S. Bach: Das Kantatenwerk Vol. 4. Nikolaus Harnoncourt, Tölzer Knabenchor, Concentus Musicus Wien, solista del Tölzer Knabenchor, Paul Esswood, Kurt Equiluz, Ruud van der Meer (Teldec)
- 1998 – J.S. Bach: Complete Cantatas Vol. 9. Ton Koopman, Amsterdam Baroque Orchestra & Choir, Sibylla Rubens, Bernhard Landauer, Christoph Prégardien, Klaus Mertens (Antoine Marchand)
- 2000 – J.S. Bach: Cantatas Vol. 15 BWV 40, 60, 70, 90. Masaaki Suzuki, Bach Collegium Japan, Yukari Nonoshita, Robin Blaze, Gerd Türk, Peter Kooy (BIS)
- 2000 – Bach Cantatas Vol. 13. John Eliot Gardiner, Monteverdi Choir, English Baroque Soloists, Brigitte Geller, Michael Chance, Jan Kobow, Dietrich Henschel (Soli Deo Gloria)